# 迎风的青春
《迎风的青春》（原名《迎风》）是2024年播出的青春现实主义电视剧，由《猎罪图鉴》《三大队》的导演邢键钧执导，《謝謝你溫暖我》的程小猫、程梦琰编剧，孙千、翟子路、刘琳、田雨领衔主演，李乃文、曾黎、贾冰、黄曼、冯兵、邓凯特邀主演。
该剧于2024年9月9日在中国中央电视台电视剧频道（央视八套）热播剧场开播，爱奇艺同日起全网独播。

## 剧情概要
该剧以1990年代的沿海油田为背景，讲述在油田基地成长的少年们追求梦想的青春成长故事。

## 演员阵容

### 主要人物
- 孙千 饰演 程苗苗[3]
- 翟子路 饰演 李肆，程苗苗青梅竹马的发小。[3]
- 刘琳 饰演 贾代玉，程苗苗的母亲，是林七油田采油一厂的车队后勤。[3]
- 田雨 饰演 程鹏飞，程苗苗的父亲，一名耳鼻喉科医生。[3]

### 其他人物
- 李乃文 饰演 杨松柏，胡秋敏的继父[2]，常年在海上油田工作，但每次回家都和妻子胡悦吵个不停。
- 曾黎 饰演 牛玲玲，李肆的母亲[2]，在采油厂里经营一家饭馆。
- 贾冰 饰演 李大海，李肆的父亲[2]，采油厂的中层管理干部。
- 黄曼 饰演 胡悦，胡秋敏的母亲。[2]
- 冯兵 饰演 袁勇，袁山青的父亲。[3]
- 李卿 饰演 程芽芽，程苗苗的弟弟。[3]
- 漆昱辰 饰演 袁山青，程芽芽的同班同学，别人口中“通缉犯的女儿”。[3][2]
- 刘小北 饰演 强小娃[6]，程苗苗的同班同学，住在海港的一艘渔船上，家境贫困但成绩优异。
- 李羽桐 饰演 胡秋敏，与程苗苗、李肆从小一起长大的好友。[3]
- 万雨晗 饰演 韩淑[7]，林七二中的年轻教师、程芽芽班级的班主任。
- 白翊汝 饰演 魏雪[8]，程苗苗的同班同学。
- 张子健 饰演 王甫强，程芽芽的同班同学。[8]
- 王圣淇 饰演 钟瑞涛，程芽芽的同班同学。[8]
- 黄怀霆 饰演 罗政[8]，程芽芽的同班同学。
- 黑泽 饰演 强大娃[9]，强小娃的哥哥。

### 特别出演
- 刘冠麟 饰演 贾宝山[6]，贾代玉的弟弟。
- 李嘉琦 饰演 肖方，林七二中教务主任。[6]
- 邓凯 饰演 高飞扬[6]，林七二中的年轻教师、程苗苗班级的班主任。
- 蔡尧 饰演 杨涛，杨松柏的儿子、胡秋敏异父异母的哥哥。[7]
- 林静 饰演 白霜[3]，李大海的初恋。
- 句号 饰演 江达聘，推销教材、保健品的教育专家。[3]
- 李建义 饰演 賈喜奎，贾代玉的父亲。[3]
- 方青卓 饰演 刘英娣，贾代玉的母亲。[3]
- 尚铁龙 饰演 强丰收，强大娃、强小娃的爷爷。[9]
- 刘天佐 饰演 裴大伍，贾代玉年轻时期的对象，向上级领导告密贾代玉的私奔计划而致两人分手。[3]